# Kamienica Kleinpoldowska (Klekotowska) w Warszawie
Kamienica Kleinpoldowska (inne nazwy: Kleinpoldtowska, Klekotowska, Szlichtyngowska i Szlichtingowska) – czterokondygnacyjna kamienica znajdująca się po stronie Dekerta na Rynku Starego Miasta 34 w Warszawie.

## Opis
Pierwsza wzmianka o budynku znajdującym się w tym miejscu pochodzi z 1449 roku. Od 1452 roku kamienica była własnością warszawskich kuśnierzy Klekotów. W 1504 roku została sprzedana Jerzemu Baryczce, który w 1516 roku przekazał ją swojemu zięciowi Grzegorzowi Bartkemu. W tym okresie, w I poł. XVI wieku, miała miejsce gruntowna przebudowa lub jej odbudowa od fundamentów, na co wskazują m.in. wymiary użytej cegły oraz forma sklepienia na parterze.
W latach 1579–1619 kamienica była w posiadaniu ówczesnego burmistrza Starej Warszawy – Franciszka Szeligi, który w 1619 roku sprzedał dom Gerardowi Kleinpoldtowi, a ten przebudował kamienicę, zmieniając jej układ na trzytraktowy. Ok. 1620 roku została zwolniona z obowiązku udzielania kwater sejmowych.
Kamienica pozostawała własnością Kleinpoldtów do pocz. XVIII wieku. W połowie XVIII wieku stanowiła własność Parusewiczów, a następnie rodziny Lignau. W 1788 roku nastąpiła przebudowa dachu z pogrążonego na kalenicowy, w związku z czym zlikwidowano attykę i zastąpiono ją ścianką osłonową z charakterystycznym łukiem rozporowym.
W latach dwudziestych XX w. kamienica została kupiona przez Polski Klub Literacki i Związek Zawodowy Literatów Polskich. W 1928 roku została ozdobiona polichromią wykonaną przez Zofię Stryjeńską.
W 1937 roku kamienica stała się własnością m.st. Warszawy z przeznaczeniem na Muzeum Dawnej Warszawy. Od 1938 roku trwały w niej prace adaptacyjne i konserwatorskie według projektu Jana Zachwatowicza i Stanisława Hempla. Podczas prac odkryto drewniane stropy polichromowane i wykonano nad nimi ogniotrwałe stropy żelbetowe, co uchroniło budynek przed zniszczeniem w czasie II wojny światowej.
Kamienica była jedną z sześciu kamienic na Starym i Nowym Mieście i jedną z dwóch na Rynku po stronie Dekerta (obok sąsiedniej kamienicy „Pod Murzynkiem”, nr 36), które nie zostały spalone w czasie powstania warszawskiego. Zniszczeniu uległo jednak m.in. pokrycie dachu, elewacje, szyby, kraty i drzwi wejściowe.
W 1945 roku Biuro Odbudowy Stolicy urządziło w budynku składnicę przedmiotów wydobywanych z gruzów Starego Miasta. W 1948 weszła w skład kompleksu 11 kamienic przeznaczonych na siedzibę Muzeum Historycznego m.st. Warszawy (obecnie Muzeum Warszawy). Została odbudowana w latach 1950–1953 według projektu Stanisława Żaryna przy współpracy Józefa Zencikiewicza. Prace wykończeniowe we wnętrzach kamienicy trwały do 1957 roku. Nie odtworzono jednak polichromii Zofii Stryjeńskiej. W 1965 roku kamienica została wpisana do rejestru zabytków.
Do najcenniejszych elementów wnętrza należą stropy drewniane z I poł. XVII w. znajdujące się na pierwszym piętrze (kasetonowy z motywami gotyckimi od strony podwórza oraz belkowany z wczesnorenesansowymi i barokowymi od strony Rynku) oraz, także na pierwszym piętrze, wielki komin na sklepieniu przykrywającym sień.